# Âne blanc d'Égypte
L’âne blanc d'Égypte est une race d’âne égyptienne dont les premières traces remontent à l'antiquité. On le rencontre fréquemment dans tout le Proche-Orient, en particulier en Égypte, en Syrie, au Liban et au Yémen. En Égypte, plusieurs dénominations existent au niveau de la race en fonction de la situation géographique : Baladi, Hassawi et Saïdi. Il est utilisé quotidiennement en bête de somme, pour le bât et aussi comme monture,.

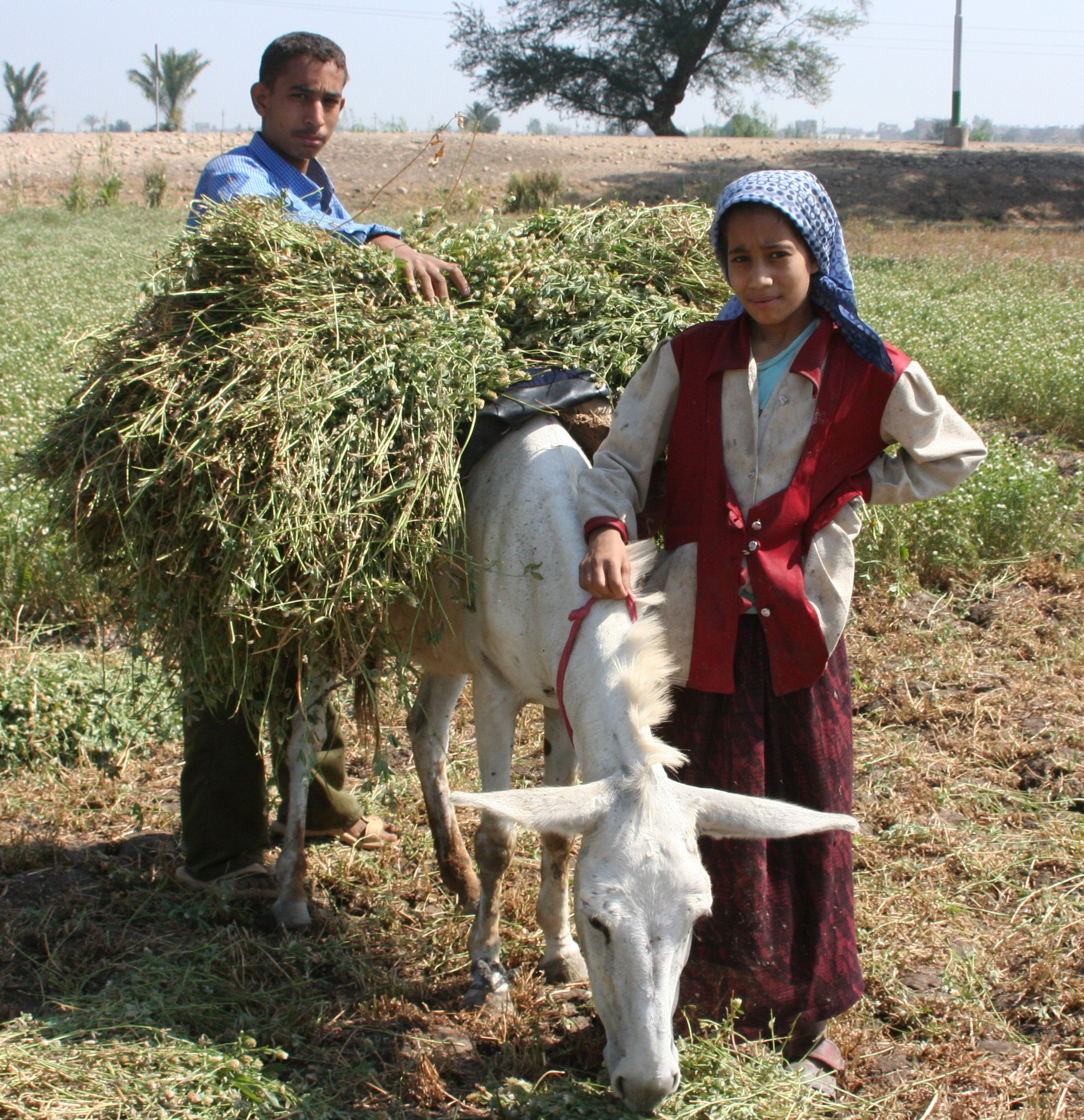
Adolescents aidés par leur âne dans le travail agricole en Égypte.